# Гнеј Флавије
Гнеј Флавије (лат. Gnaeus Flavius) био је првобитно помоћник римског државника Апија Клаудија Цека, можда чак и његов ослобођеник. Упркос његовом скромном пореклу и непопуларности у сенаторским круговима, као штићеник Апија Клаудија постао је чланом римског сената, а 304. године п. н. е. био је курулни едил. На тој дужности Гнеј је, узнемиривши конзервативне духове али чинећи значајну услугу грађанима, изложио на Форуму натпис који је регулисао правила судског поступка у Риму.
Од најранијег је времена римско приватно право и правну процедуру контролисао и развијао патрицијски свештенички колегиј понтифика (pontifices), који су свакога месеца објављивали попис дана током којих су се могли обављати поједини правни послови. Гнејев је натпис садржавао правила сталног календара која су одређивала који се правни послови могу предузимати којим данима, а пописао је и правне формуле које је грађанин морао употребљавати пред римским магистратом да би се његов захтев или одбрана прихватили као валидни. Објављивање сталног календара и утврђених правних формула, које је највероватније потпомагао, ако не и иницирао, Апије Клаудије, умањило је донекле у судско-правним пословима патрицијску самовољу према плебејцима.